# Douglas Aircraft Company

Douglas-Logo in den 1920ern

Die Douglas Aircraft Company war ein US-amerikanischer Flugzeughersteller mit Sitz in Long Beach (Kalifornien). Der Firmengründer Donald Wills Douglas war Absolvent des Massachusetts Institute of Technology und arbeitete zunächst für den Flugzeughersteller Martin. Nachdem er dort Chefingenieur gewesen war, gründete er 1921 die „Douglas Company“, die 1928 in „Douglas Aircraft Company“ umbenannt wurde.
Die Bezeichnungen der zivilen Verkehrsflugzeuge als DC (Douglas Commercial), begannen mit dem Modell DC-1. Douglas baute zuvor neben Militärflugzeugen, insbesondere für die United States Navy, ab 1925 mit der Douglas M-1, M-2, M-3 und M-4 auch zivile Flugzeuge, die zum Transport von Luftpost genutzt wurden.
Im Jahr 1967 ging Douglas als Tochterfirma in der Flugzeugbaufirma McDonnell Douglas Corporation auf, die wiederum 1997 von Boeing aufgekauft wurde.

## Geschichte

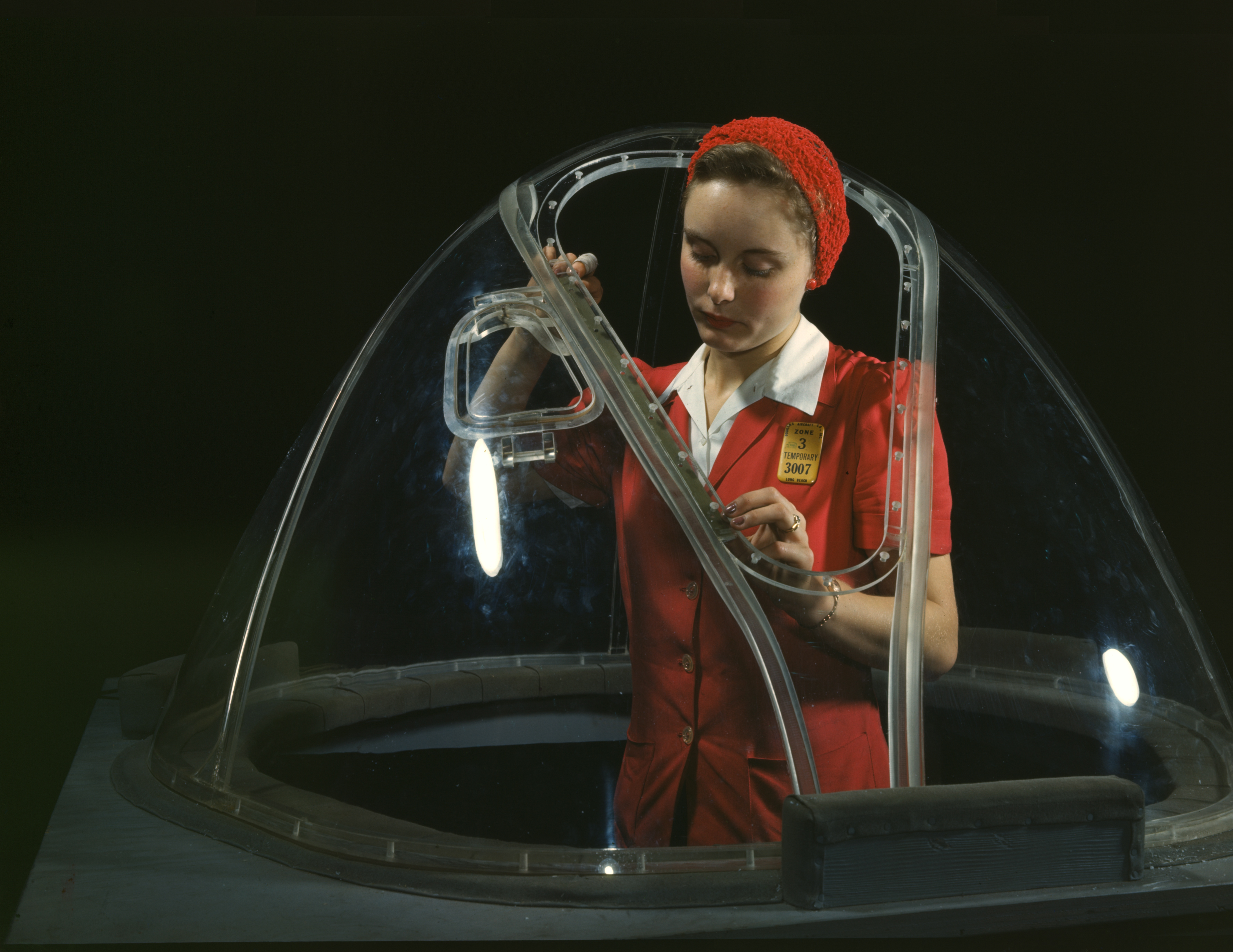
Arbeiterin mit einer Plexiglaskanzel einer Boeing B-17F (Oktober 1942)

Den Anfang machten Torpedobomber, dazu kamen Beobachtungsflugzeuge. Innerhalb von fünf Jahren betrug die Jahresproduktion 100 Flugzeuge. Ursprünglich befanden sich die Werkshallen auf einem Gelände am Wilshire Boulevard im Westen von Los Angeles. Bereits nach wenigen Jahren erwies sich das Gelände als zu klein, daher wurde die Produktion 1927 auf ein neues, größeres Grundstück verlegt, welches dem Flughafen Santa Monica direkt benachbart war. Aufgrund der Größe des Werkes wurden die Büroboten mit Rollschuhen ausgestattet.
Schon bald kamen weitere Produktionsstätten in El Segundo, Long Beach, Torrance, Tulsa und Chicago hinzu.
Ab 1934 produzierte Douglas ein zweimotoriges Verkehrsflugzeug, die DC-2, und ab 1935 die berühmte DC-3, die in über 16.000 Exemplaren gebaut wurde (einschließlich 5424 Lizenzbauten in der Sowjetunion und in Japan).

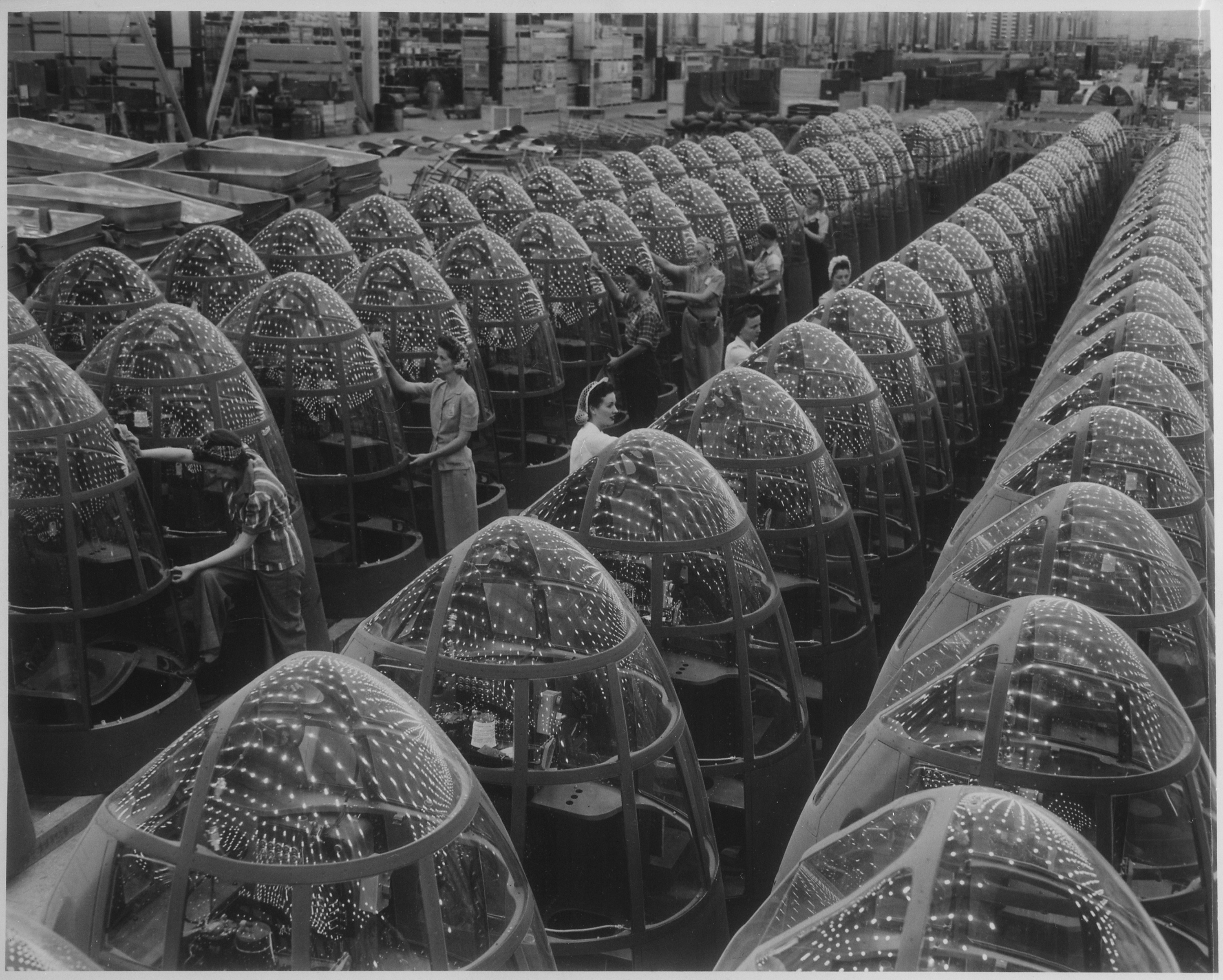
Im Douglas-Werk in Long Beach, Kalifornien kontrollieren Arbeiterinnen die Kanzeln von A-20-Bombern (Oktober 1942)

Die Firma wuchs im Zweiten Weltkrieg stark. Douglas produzierte von 1942 bis 1945 fast 30.000 Flugzeuge und hatte 160.000 Mitarbeiter. Gebaut wurden die C-47 (basierend auf der DC-3), die leichten Bomber A-20 (DB-7) und A-26 Invader sowie das Sturzkampfflugzeug Dauntless und schließlich das viermotorige Transportflugzeug DC-4.
Nach dem Krieg und dem notwendigen Schrumpfungsprozess entwickelte Douglas weiterhin neue Flugzeuge, darunter 1946 die viermotorige DC-6 und 1953 die DC-7. Ab 1948 wurden auch Strahlflugzeuge gebaut, zunächst der Militärjet F3D Skyknight und 1951 die F4D Skyray. Ab 1958 begann die Produktion von Strahl-Verkehrsflugzeugen mit der DC-8, die mit der neuen Boeing 707 konkurrierte.
Die Firma konnte in das ertragreiche Geschäft mit Raketen einsteigen. Douglas begann mit Luft-Luft-Raketen, baute dann komplette Raketensysteme (1956 das Nike-Programm) und wurde später Hauptauftragnehmer des Skybolt ALBM und des Thor-Raketenprogramms. Douglas konnte sogar Aufträge von der NASA akquirieren, vor allem für Teile der Saturn-V-Rakete.
Nun war die Firma ein Großunternehmen, das allerdings unter den Kosten der DC-8 und der DC-9 litt. Im Jahr 1963 begannen daher Gespräche mit der McDonnell Aircraft Corporation, in deren Erweiterung namens McDonnell Douglas Corporation am 28. April 1967 Douglas als Tochterfirma einging.
Im Jahr 1997 wurde McDonnell Douglas Corporation schließlich von Boeing aufgekauft. Boeing übernahm daraufhin Teile des Douglas-Logos in sein eigenes Logo.

## Zivile Flugzeuge
- M-1 (1925)
- M-2 (1926)
- M-3 (1926)
- M-4 (1926)
- BT-1/BT-2 (1930)
- DC-1 (1933)
- DC-2 (1934)
- DC-3 (1935)
- DC-4 (1942)
- DC-5 (1939)
- DC-6 (1946)
- DC-7 (1953)
- DC-8 (1958)
- DC-9 (1965)

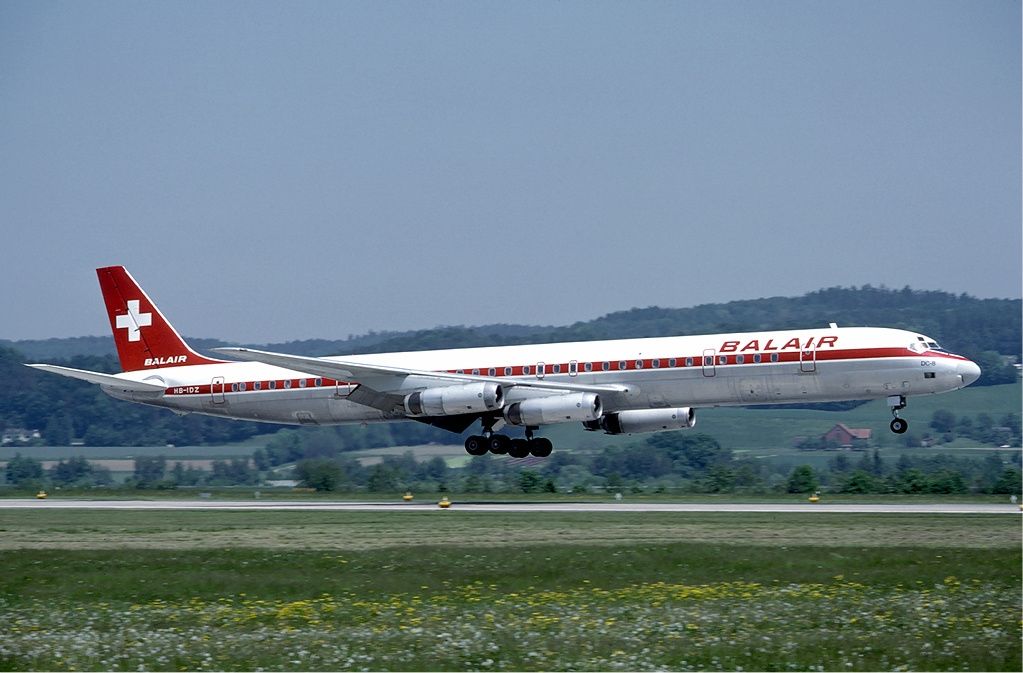
Eine Balair DC-8-63 landet in Zürich, 1985

Die DC-10 wurde von McDonnell Douglas produziert.

## Militärflugzeuge

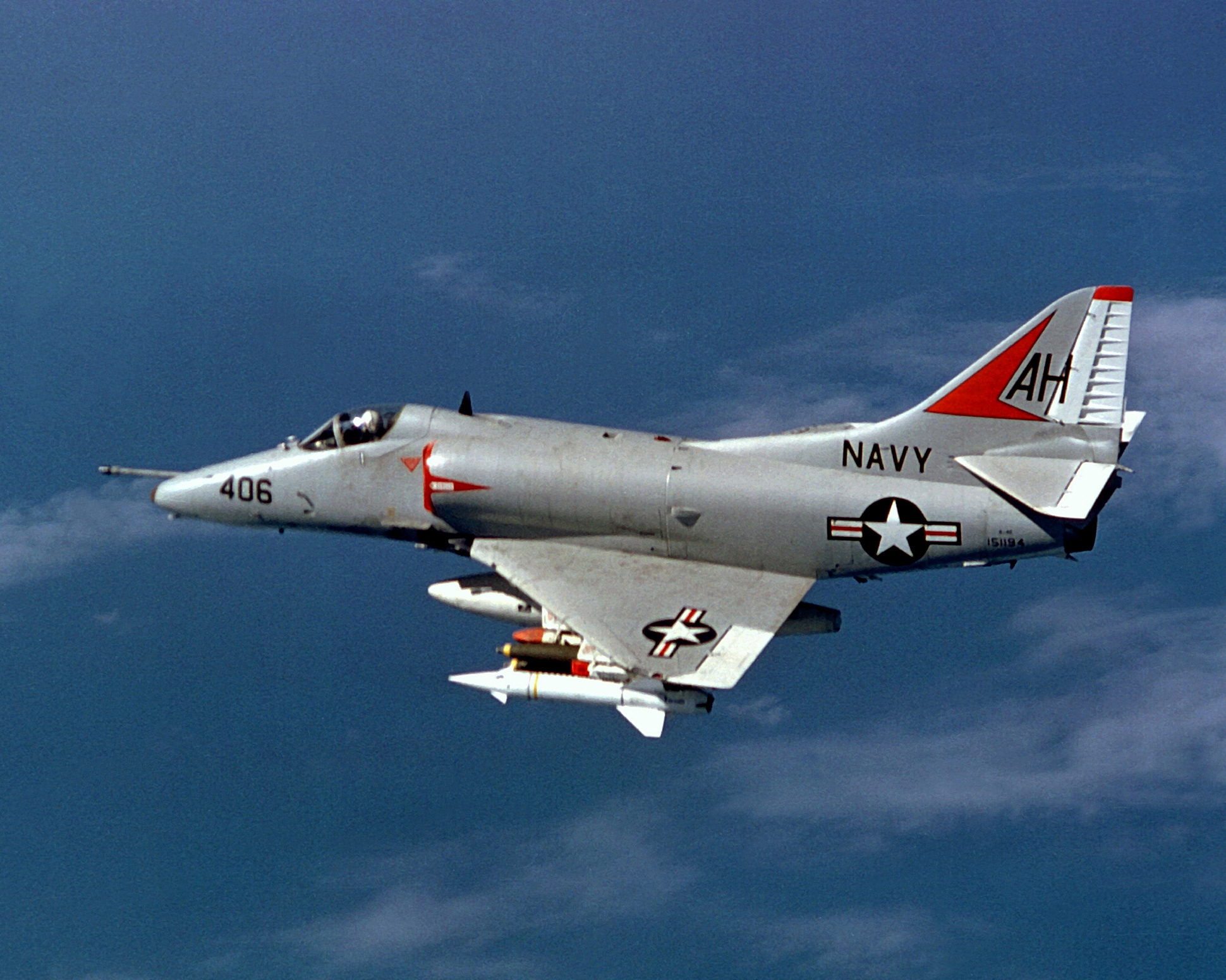
Eine A-4E der US Navy

- DT-1 (1921)
- DWC (1923)
- O-2 (1924)
- M-1 (1925)
- T2D (1927)
- PD (1928)
- Dolphin (1931)
- O-31 (1930)
- B-7/O-35 (1931?)
- XT3D (1931)
- B-18 Bolo (1935)
- TBD Devastator (1935)
- A-20 Havoc/Boston (1938)
- SBD Dauntless (1938)
- B-23 Dragon (1939)
- Douglas XB-19 (1941)
- A-26 Invader (1942)
- BTD Destroyer (1943)
- XA-42/XB-42 (1944)
- TB2D Skypirate (1944)
- A-1 Skyraider (1945)
- C-74 Globemaster (1945)
- XB-43 (1946)
- D-558-1 Skystreak (1947)
- D-558-2 Skyrocket (1948)
- F3D Skyknight (1948)
- C-124 Globemaster II (1949)
- A2D Skyshark (1950)
- F4D Skyray (1951)
- A-3 Skywarrior (1952)
- X-3 Stiletto (1952)
- A-4 Skyhawk (1954)
- B-66 Destroyer (1954)
- F5D Skylancer (1956)
- C-133 Cargomaster (1956)

## Schleudersitze
- Douglas ESCAPAC (Variante 1 bis ID) für zumeist eigene Kampfflugzeuge (Douglas A-4 Skyhawk, LTV A-7 Corsair II, Lockheed S-3 Viking, B-57, F-15A Eagle, A-10A, YF-16A, F-111A/B und OV-10 Bronco)